# غرب دلهي
غرب دلهي رمزها «WD» (بالإنجليزية: West  Delhi)‏ ، هو تقسيم إداري لدولة الهند تتبع ولاية دلهي (بالإنجليزية: Delhi)‏ ، مركزها هو مدينة راجوري جاردن (بالإنجليزية: Rajouri  Garden)‏ عدد سكانها حسب تعداد سنة 2001 هو 2,119,641 ، مساحتها 112 كم² وكثافة السكان 18925 لكل كم² .